# De Cock (boekenserie)
De Cock is een boekenserie van schrijver Appie Baantjer. Na diens overlijden werd de reeks voortgezet door Peter Römer, de zoon van Piet Römer, die in de naar de boekenreeks gemaakte televisieserie de hoofdrol speelde. In elk boek wordt een aantal moorden opgelost door rechercheurs Jurriaan 'Jurre' de Cock en Dick Vledder. Baantjer verzon het personage De Cock in 1964. In zijn eerste misdaadroman, Een strop voor Bobby, is De Cock een van de tien rechercheurs van het bureau Warmoesstraat. Hij is slechts belast met een suf fraudeonderzoek en speelt geen enkele rol in de  beschreven  zelfmoordonderzoeken. De leiding berust bij de rechercheurs Geert Dijke en Albert Versteegh, die aan het eind van het boek allebei ontslag nemen. Het boek begint zeven jaar later. Ze zijn dan inmiddels schoonzoon en schoonvader en het kleinkind Appie van Albert is zes jaar geworden.
In 1965 schreef hij als tweede boek in de 'De Cock-serie' het eerste boek met De Cock in de hoofdrol, De Cock en de wurger op zondag. Zijn 70ste en laatste deel, dat de naam De Cock en de dood in gebed draagt, kwam uit in 2008.
De Cock en de onzichtbare moordenaar is het eenenzeventigste deel van de Nederlandse detectiveserie. 
Peter Römer bewerkte het script van de dubbele laatste televisieaflevering tot dit boek nummer 71. Chronologisch gezien is dit het laatste optreden van rechercheur De Cock. Peter Römer ging hierna door met het bewerken van oude televisieafleveringen tot boekjes over De Cock.
De populariteit van de boeken leidde tot de bioscoopfilm Moord in extase en de televisieserie Baantjer, die startte in 1995 en duurde tot 2006. De boekenserie van de Cock is de meest geleende serie in de Nederlandse bibliotheken.
In een interview met John Bakkenhoven vertelde Baantjer ooit hoe hij de personages verzon:
"De Arbeiderspers zei tegen mij:" Zou jij kans zien om een reeks detectives met dezelfde figuren te schrijven? (als: een strop voor Bobby)
Ik ontdekte toen dat ik met mijn eerste figuur, Albert Versteegh, een tekort had in verband met mijn dialoog, met mijn contraspel. Het was een 'ik'-persoon. Dat wilde ik niet. Daarom bedacht ik De Cock en die gaf ik een leerling mee: Dirk "Dick" Vledder."

## Hoofdpersonen

### Jurriaan 'Jurre' de Cock
Jurriaan de Cock is de hoofdpersoon in 71 van de eerste 73 boeken.  Samen met Vledder lost hij alle moorden steeds op. Hij heeft de bijzondere neiging bij het voorstellen zijn naam te spellen ("De Cock, met CeeOoCeeKaa"). De Cock heeft het niet zo op moderne ontwikkelingen zoals computers en vuurwapens en hij wil niet graag dat anderen bepalen wat hij doet. Hij krijgt het dan ook vanaf boek 5 minstens één keer per boek aan de stok met commissaris Buitendam. De Cock komt vrijwel altijd te laat op het politiebureau. Hij is bevriend met Smalle Lowietje, een café-eigenaar. Regelmatig drinkt hij daar alleen of met Vledder een cognac. In de boeken is dat "de fles fijne cognac Napoléon", terwijl in de televisieserie altijd Joseph Guy wordt geschonken. De Cock vertoont veel gelijkenissen met schrijver Appie Baantjer, maar hij is eigenlijk gebaseerd op Den Haan, een bestaand persoon. Hij werkte op de Warmoesstraat toen Baantjer begon te schrijven. Den Haan had in het verzet gezeten en werd daar "Le Coq" genoemd (Frans voor 'De Haan'). Op het bureau Warmoesstraat was ook een jonge inspecteur die zich altijd voorstelde met 'Hock met ceekaa'.
Het recherchewerk  van rechercheur De Cock is zonder meer onorthodox te noemen:
- Hij ontvangt via Smalle Lowietje altijd bruikbare tips uit het criminele Amsterdamse milieu.
- Hij heeft een grote voorliefde voor onbevoegd  inbreken met het apparaat van Handige Henkie.[3]
- Hij zet aan het eind van het verhaal meestal een valstrik op die op of net over het juridisch toelaatbare is.

Zijn chef Buitendam houdt hem zo lang als mogelijk de hand boven het hoofd, wegens zijn oplossingspercentage van 100% bij moord. Botsingen zijn gelet op het bovenstaande echter schering en inslag.

### Dick Vledder
Dick Vledder is de politiepartner van De Cock. Hij kwam als opvolger van Geert Dijke, die vrijwillig het bureau Warmoesstraat met zijn schoonvader had verlaten. Dick maakt vaak flauwe opmerkingen vooral ten koste van dokter Den Koninghe, en arresteert als het aan hem ligt meteen iedereen die verdacht is. Hij is een Ajax-fan sinds hij kennis heeft aan Adelheid van Buuren. In zijn jeugd heeft hij cricket gespeeld bij de ACC.
Vledder is in een groot aantal recherchetaken de Cock veruit de baas. Het typen van de rapporten, eerst op de typemachine, later op de "elektronische schrijfmachine" en nog later op de computer, laat De Cock graag aan hem over. Vledder rijdt meestentijds de politievolkswagen, hetgeen voor De Cock een kwelling is. Als schutter is Vledder goed en De Cock beslist onvoldoende. Maar het analyseren van de misdaad is bij De Cock veel beter ontwikkeld, hoewel Vledder in de serie wel vorderingen maakt. Vledder heeft in de loop der tijd een groot aantal nuttige contacten opgebouwd, maar kan daarbij niet tippen aan het netwerk van De Cock. Symbool daarvoor staat cognac bij Smalle Lowietje.

### Andere personages
- Mevrouw De Cock - vrouw van De Cock
- Fred Prins (in de televisieserie gespeeld door een vrouw en daarom dus Vera Prins)
- Albert 'Ab' Keizer (in de boeken 'Appie') - computerspecialist
- Corneel Buitendam - commissaris
- Ennaeus den Koninghe - dokter en lijkschouwer
- Bram van Wielingen - politiefotograaf
- Eerst Frans Kreuger, later Ben Kreuger - technisch rechercheur (dactyloscoop)
- Dokter Rusteloos - patholoog-anatoom, de naam is een knipoog naar Jan Zeldenrust
- Jan Kusters - wachtcommandant
- Meindert Post - Brigadier
- Bonmeijers - rechercheur
- Robert Antoine van Dijk - rechercheur die De Cock en Vledder in de eerste boeken vaak bijstaat
- Peter Karstens - kunstvervalser en tevens een goede kennis van De Cock
- Handige Henkie - ex-inbreker en goede vriend van De Cock
- Drs Eskes - forensisch expert
- Smalle Lowietje, voormalig misdadiger en uitbater van een café
- Mr. Jules Schaaps - officier van justitie
- Mr. D. O. M. Medhuizen - officier van justitie
- Mr. Van Overwheere - officier van justitie
- Jan Rozenbrand - eerst diender, later wachtcommandant
- Adelheid van Buren - rechercheur, vriendin van Vledder
- Lotty - stagiair, later rechercheur
- Hans Rijpkema - rechercheur, later wapendeskundige
- Maria van Overloon - vriendin van Peter Karstens, vermoordt later een aantal mensen
- Marijn Stoops - rechercheur
- Stoffel de Graaf - rechercheur
- De Wilde - een oud-collega rechercheur die in "De Strop voor Bobby" en "De Moord op Anna Bentveld" kwam
- Joop Kamphuis - adjudant
- Ad van Ishoven - hoofd van de administratie
- Afra Molenkamp - administratief medewerkster
- Jan Peekel - diender
- Edmay - onzichtbaar personage, verloofde van Vledder
- Celine - onzichtbaar personage, verloofde van Vledder

## Terugkerende gebeurtenissen
- Elk boek begint met een of meerdere moordzaken. Vaak is er een verband tussen de moordzaken. Aan het einde van het boek wordt duidelijk wie de daders zijn. In een van de laatste hoofdstukken legt De Cock het verhaal nog eens uit aan Mevrouw De Cock, Dick Vledder en andere genodigden, onder het genot van diverse hapjes die mevrouw De Cock klaarmaakt.
- In elk boek wordt De Cock wel een of meerdere keren op de kamer van commissaris Buitendam geroepen. Buitendam laat vaak weten dat De Cock iets fout doet, of dat mensen een klacht tegen hem in hebben gediend, of dat hij zich ergens niet mee mag bemoeien. Dit eindigt altijd in een felle woordenwisseling, waarna Buitendam De Cock zijn kamer uitstuurt, met de woorden Eruit!.
- In alle boeken gaat De Cock, meestal met Vledder, op bezoek bij Smalle Lowietje. Hij is een café-eigenaar op de Wallen. Ze drinken altijd samen een cognac "Napoleon". Smalle Lowietje heeft veel misdaden gepleegd, maar is toch een goede vriend van De Cock. Vaak weet hij door zijn contacten bij te dragen aan de oplossing van een moord.
- Bij elke moord komt lijkschouwer Den Koninghe langs om het lijk te bekijken. In het boek volgt altijd na de schouwing de zin "Hij is dood" zei hij laconiek. De Cock is erg gesteld op Den Koninghe.
- In veel boeken gebruikt De Cock het apparaatje met sleutelbaarden van zijn vriend en ex-inbreker Handige Henkie (Hendrik Haverkamp) om deuren te openen, waar Vledder bijna altijd op tegen is.
- In elk boek beschrijft Appie Baantjer uitgebreid de schoonheid van een vrouwelijk persoon. Vaak beschrijft hij bepaalde voorwerpen uitgebreid, of wordt een bepaald merk genoemd, en maakt hij daar een beetje reclame voor. Zo heeft Baantjer het altijd over de fraaie Hasselblad van fotograaf Bram van Wielingen.
- Meestal krijgt De Cock pijnlijke vermoeide voeten ten teken dat het onderzoek vastzit.
- In sommige boeken laat Baantjer merken dat hij de schrijver van de boeken is. Zo zegt De Cock bijvoorbeeld "dat die Baantjer onwaarheden schrijft".

## Film, radio en televisie
De Cock is een van de bekendste boekenseries van Nederland. Al in 1984 werd er een film gemaakt met De Cock als basis. Deze film heette Moord in extase. In 1984 en 1986 verscheen er op de radio bij de AVRO een hoorspel over De Cock, waarin Joop Doderer de titelrol vervulde. In 1995 startte Baantjer, een op de boeken gebaseerde televisieserie met Piet Römer als De Cock en Victor Reinier als Vledder. In 1999 kwam een televisiefilm uit, genaamd Baantjer: De Cock en de wraak zonder einde, met hierin de cast van de serie. Al jarenlang is men van plan de serie te stoppen, maar elk jaar werden er weer nieuwe afleveringen gemaakt. In 2006 is echter definitief de laatste aflevering uitgezonden. In datzelfde jaar werd ook bekend dat er geen nieuwe film meer zal worden gemaakt. In 2018 werd echter bekend dat de serie een vervolg krijgt in een prequel, met Waldemar Torenstra als de jonge De Cock. In het jaar 2019 ging de nieuwe baantjer film Baantjer: het begin in première. De film vormde tegelijkertijd de eerste twee afleveringen van de nieuwe serie en werd ook onder die vlag uitgezonden door RTL.

## Trivia
- Een bekende openingszin van De Cock is: "Ik ben De Cock, met C-O-C-K (cee-oo-cee-kaa)"
- In de Vlaamse televisieserie Chris & Co imiteert de komiek Chris Van den Durpel De Cock.
- De Engelse naam voor 'De Cock' is 'Dekok', omdat 'Cock' te grof zou zijn. 'Cock' betekent in het Engels haan, maar ook penis.